# Little Susitna River
Der Little Susitna River ist ein etwa 187 Kilometer langer Fluss im Süden des US-Bundesstaats Alaska. 

## Verlauf
Der Little Susnita River hat seinen Ursprung östlich des Hatcher Pass in den Talkeetna Mountains. Er wird vom Mint-Gletscher gespeist. Der Little Susitna River fließt überwiegend in südwestliche Richtung und mündet gegenüber von Anchorage in das Cook Inlet.
Der George Parks Highway überquert den Little Susitna River bei Flusskilometer 112 und folgt dem Fluss für knapp zwei Kilometer. Gemeinden und Census-designated places am Fluss sind Fishhook, Meadow Lakes, Houston, Big Lake und Point MacKenzie.

## Hydrologie
Der Little Susnita River hat ein Einzugsgebiet von etwa 1000 km². Der mittlere Abfluss (MQ) am Pegel 15290000 (⊙) bei Flusskilometer 166, 13 km nordnordwestlich von Palmer, liegt bei 5,9 m³/s. Die höchsten mittleren monatlichen Abflüsse treten im Juni auf, die niedrigsten im März.